# Jan Rys-Rozsévač
Jan Rys-Rozsévač (ur. 1 listopada 1901 w m. Bílsko u Hořic, zm. 27 czerwca 1946 w Pradze) – czeski faszystowski działacz polityczny i publicysta, przywódca Czeskiego Obozu Narodowo-Społecznego „Vlajka”.
Jan Rozsévač studiował medycynę na uniwersytecie w Pradze, ale nie ukończył studiów. W 1936 r. przyłączył się do nacjonalistycznej organizacji Vlajka. Przyjął wówczas pseudonim Jan Rys. Pod tym imieniem opublikował 2 książki: antysemicką „Židozednářství – metla lidstva” (1938 r.) i „Hilsneriáda a TGM” (1939 r.). Po układzie monachijskim z 29 września 1938 r. Vlajka została rozwiązana przez władze czechosłowackie, a J. Rys-Rozsévač aresztowany i osadzony w więzieniu. Wypuszczono go na wolność krótko przed zajęciem przez wojska niemieckie w marcu 1939 r. reszty Czechosłowacji.

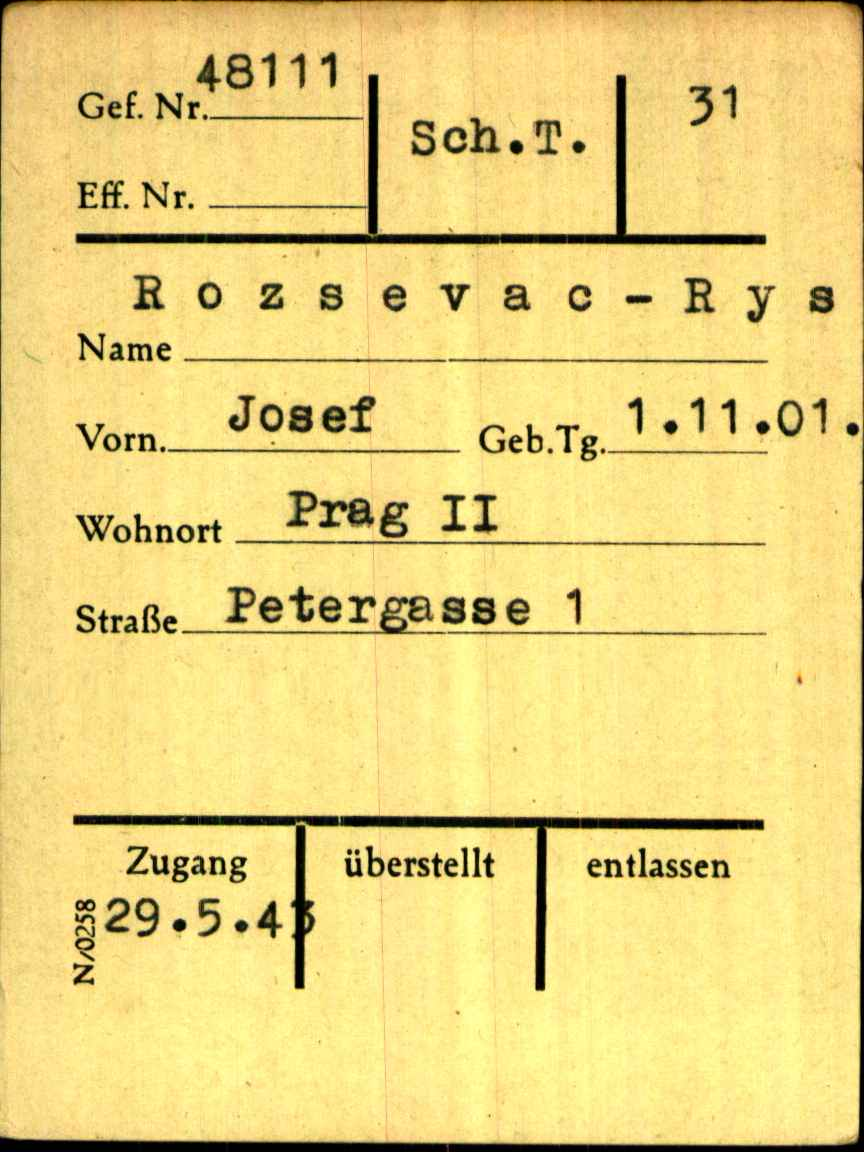
Karta rejestracyjna Jana Rys-Rozsévača jako więźnia w nazistowskim obozie koncentracyjnym w Dachau

W październiku tego roku Vlajka została reaktywowana jako Czeski Obóz Narodowo-Społeczny „Vlajka” z J. Rysem-Rozsévačem na czele. Zamierzał on przekształcić ją w masową organizację faszystowską nakierowaną na aktywną kolaborację z Niemcami. W latach 1939–1940 kierownictwo Vlajki urządzało publiczne wiece krytykujące przedwojenne władze Czechosłowacji z Tomasem Masarykiem i Edvardem Benešem na czele. Okupant wykorzystywał Vlajkę do wywierania nacisku na czeski rząd Protektoratu Czech i Moraw. 8 sierpnia przeprowadzono w Pradze wespół z członkami Gwardii Światopełkowych nieudany pucz faszystowski. Niemieckie władze okupacyjne ostatecznie postawiły jednak na środowisko kolaborantów skupione wokół Emanuela Moravca, co doprowadziło do silnych ataków Vlajki na niego. W rezultacie pod koniec 1942 r. Czeski Obóz Narodowo-Społeczny „Vlajka” został rozwiązany, a jego przywódcy, w tym J. Rys-Rozsévač, zesłani do obozu koncentracyjnego w Dachau jako „więźniowie honorowi”, gdzie przebywali do końca wojny. Po jej zakończeniu J. Rys-Rozsévač został aresztowany, osądzony i skazany na karę śmierci. Wykonano ją 27 czerwca 1946 r. w praskim więzieniu Pankrác przez powieszenie.